# Sistema putting-out

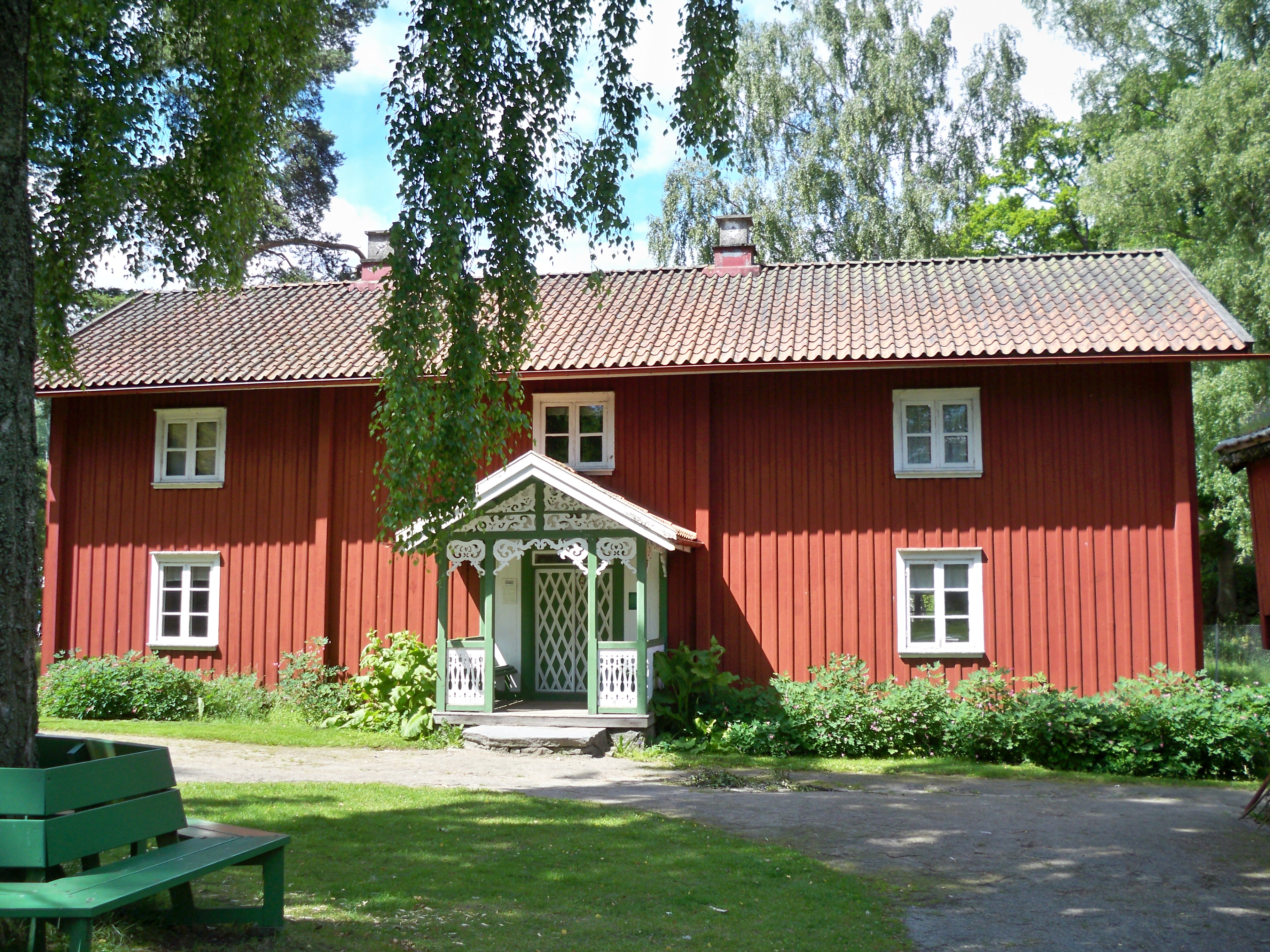
1795 casa de um empresário sueco que contratou até 200 trabalhadores domésticos, que iam até lá para buscar a matéria-prima e voltavam depois de algumas semanas com têxteis, que os mascates locais da cidade de Boras compravam.

O sistema doméstico ou putting-out é uma forma de trabalho terceirizado. Os primeiros sistemas domésticos ocorreram como uma consequência da divisão de trabalho desenvolvida durante a idade média. Por exemplo, na produção têxtil, a fiação, tecelagem, acabamento e tingimento eram estabelecidas em diferentes artesanatos. Esta divisão do trabalho gerou uma série de problemas de coordenação entre as chamadas corporações de ofício ou guildas. Em decorrência deste problema, surgiu a figura do coordenador central, que na maioria das vezes, era representada pelo artesão que se situava no fim ou no início do processo de produção, conectando-a com os mercados. Este tipo de sistema doméstico (ou putting-out) pôde ser observado a partir do século XIII.[carece de fontes?]
No século XVI outro tipo de sistema doméstico ou putting-out se desenvolveu. Comerciantes de longa distância contratados com as corporações de ofício. Estes contratos geralmente especificavam que as corporações de ofício tinham que entregar produtos (têxteis na maioria das vezes) em quantidades que praticamente esgotavam suas capacidades de produção. Os comerciantes pagavam um adiantamento em dinheiro a fim de possibilitar que os mestres das corporações de ofício comprassem matéria-prima e se sustentassem até a data de entrega. Por outro lado, os contratos com as corporações de ofício faziam com que os comerciantes garantissem uma grande quantidade de produtos com qualidade especificada sem a necessidade de manter um grande equipe de administração. Esta forma de sistema doméstico ou putting-out era vantajosa para ambas as partes. As corporações de ofício cresceram e ganharam um padrão de vida maior do que aquelas que permaneceram fora deste sistema. Os comerciantes puderam ampliar sua rede internacional de vendas.[carece de fontes?]
A Guerra dos Trinta Anos enfraqueceu a influência das cidades Guildas que tinham sido bem sucedidas em impedir a produção comercial em artesanatos rurais ou nas casas dos camponeses. Nessa altura, cada vez mais os comerciantes recrutaram produtores no interior, onde o trabalho e os impostos eram mais baratos. Também foi possível organizar a produção de uma forma mais flexível fora das Guildas, que tiveram sérios problemas em mudar sua produção para atender às mudanças dos gostos. Os sistemas domésticos que dependiam de trabalhadores rurais podiam se tornar muito grandes e complexos. Por exemplo, no ano de 1707, vários sistemas domésticos em Wuppertal ofereceram trabalho a mais de 30.000 produtores.[carece de fontes?]
O sistema doméstico foi também usado na Inglaterra e nos Estados Unidos, no setor têxtil, na produção de calçados, cofres, peças para armas de fogo de pequeno porte desde a Revolução Industrial até meados do século XIX. No entanto, após a invenção da máquina de costura em 1846, o sistema foi sucumbindo para as confecções de roupas masculinas prontas.
O sistema doméstico era adequado aos tempos pré-urbanos porque os trabalhadores não precisavam viajar de casa para o trabalho, o que era bastante impraticável devido ao estado das estradas e trilhas, e os membros do agregado familiar dedicavam muitas horas nas tarefas agrícolas ou domésticas. Os primeiros donos de fábricas as vezes precisavam construir dormitórios para abrigar trabalhadores, especialmente meninas e mulheres. Os trabalhadores do sistema doméstico tinham flexibilidade para equilibrar as tarefas agrícolas e domésticas com o trabalho do sistema doméstico, o que era especialmente importante no inverno.[carece de fontes?]
O desenvolvimento dessa tendência é muitas vezes considerado uma forma de proto-industrialização, e permaneceu proeminente até a Revolução Industrial do século XIX. Excluindo alguns avanços tecnológicos, o putting-out ou sistema doméstico em essência não mudou. Exemplos contemporâneos podem ser encontrados na China, Índia e América do Sul, e não são limitados à indústria têxtil.[carece de fontes?]

## Manufatura
Com o tempo, os empresários restringiram ainda mais a produção dos artesãos, reunindo-os em oficinas (futuras fábricas) e dando origem à manufatura. Tais mudanças implicaram a Revolução Industrial.[carece de fontes?]